# Дом с кикиморой

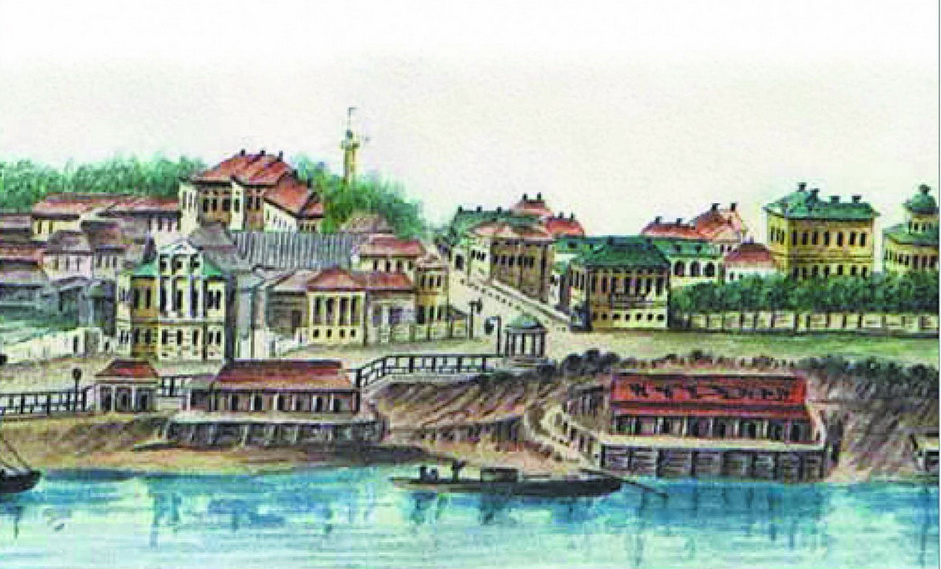
П. Е. Размахнин. Вид Перми. Фрагмент акварели 1832 года. Дом Чадина виден слева вверху.

Дом кикиморы, Дом с кикиморой, Чадинский дом — недостроенное и впоследствии снесённое здание XIX века в Перми, в котором, согласно городской легенде, жила кикимора, проявлявшая себя шумом, а во время городского пожара 1842 года якобы спасшая свой дом от огня. Появление кикиморы в доме легенда объясняет использованием при его постройке могильных плит. Отпечаток такой плиты на именинном пироге хозяина дома, помещика и заводчика Елисея Леонтьевича Чадина, якобы привёл к его смерти.
Легенда о доме была неоднократно изложена пермскими краеведами и авторами работ о мистических представлениях. Это одна из наиболее популярных городских легенд Перми, известная многим горожанам:75-76:3. Она также стала основой для двух художественных рассказов.

## Легенда

### Кладбищенские плиты и проказы кикиморы
Все, описывающие легенду, сходятся на том, что основанием зловещих рассказов о недостроенном доме помещика Е. Л. Чадина в центре Перми служил личный характер владельца, который запомнился необыкновенной скупостью и жестоким обращением с дворовыми людьми, руками которых не только строился дом, но и изготовлялся для него кирпич. Из-за скупости он, якобы, посылал своих дворовых людей по ночам увозить чугунные могильные плиты с кладбища (возможно, имеется в виду ближайшее Егошихинское кладбище:81), которые закладывались потом надписями книзу в печи и в полы в сенях.
Согласно рассказу современника Чадина, купца и городского головы Перми Д. Е. Смышляева (1790—1857), переданному его сыном Д. Д. Смышляевым и подтверждаемому источниками А. А. Дмитриева, в том числе протоиереем А. М. Луканиным (1821—1889), дворовые, не терпевшие барина за дурное с ними обращение, в день его именин, то есть 14 (27) июня:99, решили испечь пирог на обломке краденой плиты, перевернув его надписью кверху. Когда во время званого обеда пирог подали ко столу, то поражённые гости не доев разошлись по домам. На хозяина так подействовал неожиданный скандал, что он сильно заболел и вскоре умер.
Согласно Е. П. Мухачеву, существовала легенда, что возмущённые похищением могильных плит покойники отправили поселиться в доме самую взбалмошную кикимору. Её проказы выжили хозяев из дома, и тот был заброшен, так что кикимора осталась его единственной обитательницей. Местные жители рассказывали, что, когда проходишь ночью мимо дома, так и чудится, что внутри него «мертвецы, отыскивающие в грудах камней свою собственность».
Д. Д. Смышляев пересказывает городские слухи о том, что в недостроенном доме покойного Чадина творились чудеса: слышались как бы выходящие из-под земли стоны, раздавались голоса, необыкновенные звуки, похожие на стук падающих и разбивающихся предметов. «В особенности „чудилось“ в глухую полночь; в такую пору запоздалый прохожий ускорял шаги, осеняя себя крестным знамением от диавольского наваждения». Всё это объяснялось действиями кикиморы, которая, по ряду народных представлений, не терпит никаких соседей. Можно отметить, что представления о заброшенных домах с нечистой силой были широко распространены в России XIX века:35.

### Пожар 1842 года
Согласно Д. Д. Смышляеву, после пожара 14 (26) сентября 1842 года одна набожная старушка рассказывала, что в этот день, проходя мимо Чадинского дома, когда вокруг него уже всё горело, а он сам оставался нетронутым, она видела, как какая-то женщина в белом чепце, высунувшись из слухового окна в крыше, платочком отмахивала от дома огонь с соседних зданий. Этой женщиной якобы была кикимора, благодаря которой дом, остававшийся без хозяев и, следовательно, без всякого присмотра, совершенно не пострадал.
Рассказ старухи породил слухи среди простых горожан; слова её передавались с прибавлениями и прикрасами и в конце концов разрослись в легенду со зловещими подробностями. Народ собирался толпами, ругал начальство и его действия во время пожара, обвиняя его чуть не в сообщничестве с чертями.
Бывший в то время губернатором И. И. Огарёв приказал разыскать распространителей нелепых слухов. Старушку нашли и призвали в полицию. Когда её допросили, она и на допросе, в том числе под присягой, повторила свой рассказ. Она говорила, что врать ей незачем, что она уже доживает свой век, и греха на душу брать ей не приходится, и что она рассказала то, что действительно видела. Её продержали несколько дней в заключении, после чего выпустили, запретив смущать народ.
В двухтомном «Деле о расследовании причин пожара, произошедшего в Перми в сентябре 1842 г.» показаний старушки нет, возможно, в связи с их неформатностью для такого серьёзного документа. Таким образом, о данном событии остаётся известным только со слов Смышляева:42, хотя Е. П. Мухачев также упоминает указания на заколдованность дома как причину его сохранения при пожаре.

## В художественных произведениях
Легенда о Доме с кикиморой и его хозяине Чадине воспроизводится и обыгрывается в двух художественных произведениях. Первое из них — очерк Ф. А. Кудринского «Таинственный дом» (1895). По мнению А. А. Дмитриева, «психологический этюд Кудринского, особенно в заключительной его части, где воспроизведён предсмертный бред старого, бессердечного, суеверного крепостника, особенно удачен и мог бы служить сюжетом для более глубокого по замыслу произведения из былой действительности старых времён».
Таким произведением может считаться мемуарный рассказ М. А. Осоргина «Пирог с Адамовой головою» (1934):8. По мнению Н. В. Барковской, в нём игривая кикимора «предстаёт как одно из проявлений полноты, изобилия жизни, как знак древности, исконной укоренённости этой жизни», отмечая своим присутствием греховность хозяина дома. Сам дом, оставшись недостроенным, а позже отправившись под снос, «становится образом-символом, наглядным воплощением истории» и советского будущего «не только Перми, но и России в целом».

## Факты и интерпретации

### Здание
В Перми на углу улиц Петропавловской (до 1823 года — Дворянской) и Обвинской (ныне 25 Октября), выходя на Главную площадь (ныне Театральный сад):84, в первой половине XIX века стоял большой каменный двухэтажный дом, принадлежавший советнику уголовной палаты Елисею Леонтьевичу Чадину. Дом этот был отстроен и покрыт железом, но никогда не был отделан и заселён (сообщение, что в доме начали жить, вероятно, ошибочно, как и указание:92, что дом строился в 1840-х годах:80). По предположению Корчагина, дом не был достроен не потому, что у Чадина не хватило денег, поскольку он был человеком обеспеченным, а из-за его боязни суеверия, согласно которому при заселении в новый дом кто-то обязательно должен умереть; строящийся дом закладывали «на чью-то голову», обычно животного, но учитывая ненависть к нему строителей-крепостных, Чадин мог опасаться за свою собственную жизнь:33-37.
Согласно П. А. Корчагину, в то время пермяки не строили себе больших жилых домов: двухэтажные строения были преимущественно государственными или «домами на приезд» столичных владельцев крупных пермских заводов; поэтому дом Чадина скорее всего вызывал удивление:35. Изображение дома сохранилось на акварели П. Е. Размахнина «Вид Перми» 1832 года:77.
Дом остался цел во время пожара 14 (26) сентября 1842 года, когда кругом него всё погорело. По мнению П. А. Корчагина, этому поспособствовали благоприятное направление ветра, эффект встречного пала в условиях распространения пожара из нескольких очагов, а также соседство с важными государственными зданиями, которые, скорей всего, активно пытались отстоять у огня:77-80. В середине 1840-х годов дом был куплен предпринимателем и землевладельцем М. Г. Сведомским:84, затем уступлен им городскому обществу в обмен на дом, принадлежавший впоследствии почтовой конторе. И, наконец, простояв полсотни лет необитаемым, был снесён (не позднее 1861 года).

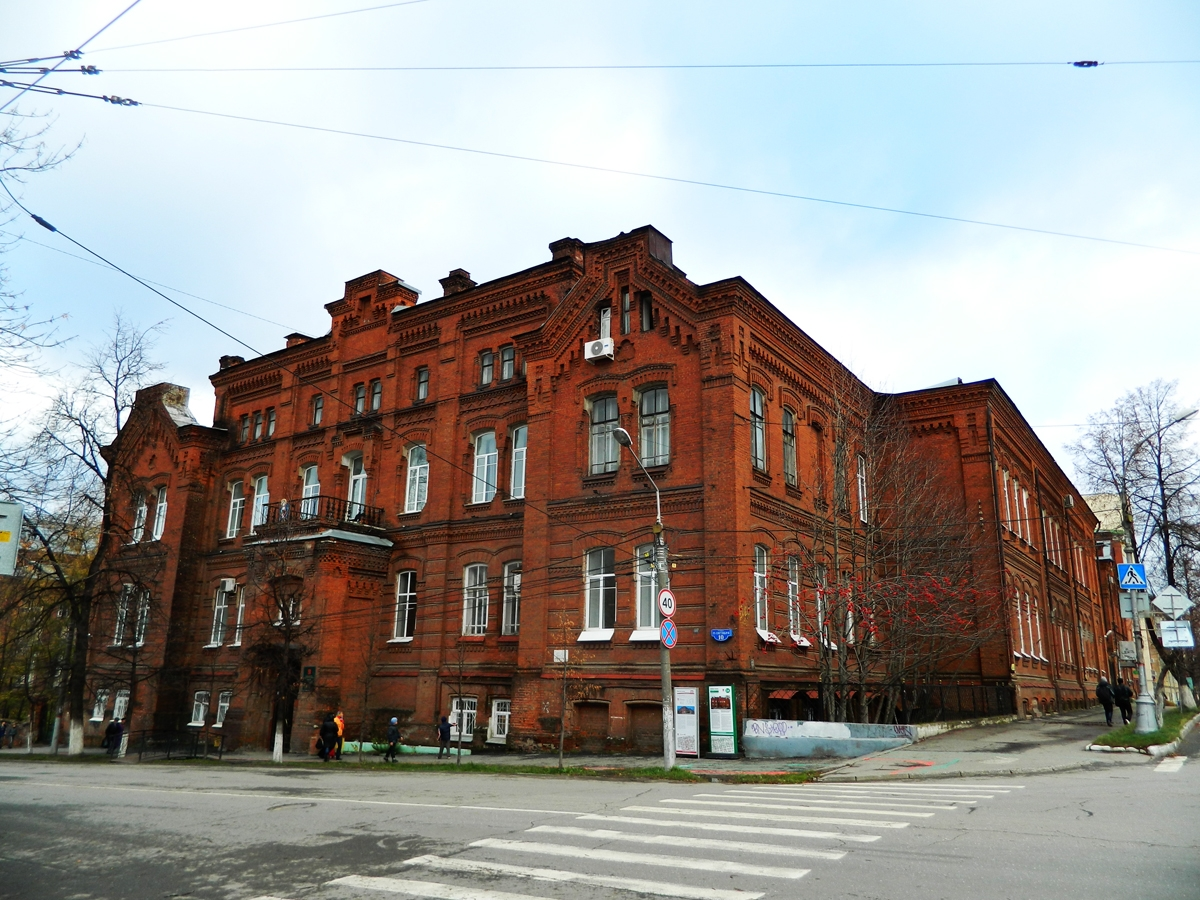
На месте этого здания когда-то располагался Дом с кикиморой

Д. Д. Смышляев передаёт рассказ городового архитектора К. А. Золотавина (1809—1869), согласно которому тот, получив по какому-то случаю поручение начальства осмотреть подробно необитаемый дом, открыл в подвальном этаже очень глубокий колодец неизвестного предназначения. По предположению Д. Д. Смышляева, это могла быть слабо засыпанная и потом от времени провалившаяся горная шахта, которых в этих местах оставалось множество со времён действия Егошихинского завода. П. А. Корчагин предполагает, что такой колодец мог сам по себе нагонять суеверный ужас:42.
Позднее на арендованном у городского общества месте, на котором стоял снесённый дом, антрепренёром Пермского театра оперы и балета А. Д. Херувимовым был выстроен небольшой деревянный домик, служивший сначала квартирой для актёров, а в последнее время его существования помещавший в себе портерную (торговое заведение, где продают и пьют портер). В 1884—1887 годах на его месте было построено здание Мариинской женской гимназии, в котором ныне располагается главный корпус Пермского аграрно-технологического университета:84.

### Чадин
П. А. Корчагин приводит архивные подробности биографии Елисея Леонтьевича Чадина. Родился он, скорее всего, в июне 1749 года:90-91 (есть некоторая вероятность, что в 1759 году:91:17). С 1 (12) января 1759 года числился на военной службе, которая продолжалась до 15 (26) мая 1780 года. Согласно его собственным сведениям, участвовал в походах 1771 и 1772 годов «при усмирении конфидератов, и препровождении оных чрез Митаву в Ригу, Молдавию и Волохию», в 1773 году «в сражении против Селистры, и при усмирении и уничтожении Сечи Запорожской», в 1776 году «при зачатии Перекопской крепости и Крыма», в 1777 и 1778 годах «в Козлов и против бунтующих татар при речке Салгирь в самом сражении, потом при выводе из Крымского полуострова в Россию греков»:90. Вопреки В. Ф. Гладышеву:80, сведений о присвоении Чадину военных наград не обнаружено:91.
Дослужившись в армии до секунд-майора (с 25 сентября (6 октября) 1778 года), Чадин 21 октября (1 ноября) 1778 года был определён к статским делам в Пермские (Дедюхинские) казённые соляные промысла смотрителем и перевёлся 15 (26) мая 1780 года в гражданскую службу в чине коллежского асессора со старшинством (то есть в равный чин). 4 (15) мая 1783 года он в чине советника поступил на службу в уголовную палату:91. 23 сентября (5 октября) 1800 года обращался с прошением о назначении его на вакантную должность председателя Пермской палаты суда и расправы, но ему было отказано:92. К концу жизни Чадин был уже статским советником (с 15 (27) сентября 1801 года):91. 15 (27) февраля 1803 года ушёл в отставку по состоянию здоровья:92.
В 1791 году купил у башкир более 27 тысяч десятин земли в посёлке Николаевск Осинского уезда Пермской губернии, где выстроил винокуренный завод и куда привёз из Тамбовской губернии более 100 своих крепостных крестьян; продал этот завод в 1811 году. Также он приобретал земли в других местах:94, в том числе земельные участки в Перми под домостроительство:95-96:34, занимался спекуляциями и ростовщичеством:99. Архивные документы содержат преимущественно безрезультатные просьбы Чадина увеличить ему пенсион с половинного на целый:92-94; судебные процессы, обычно начинавшиеся Чадиным с целью получить выплаты от другой стороны либо не платить самому:95-99, а также имущественные споры:34; и его жалобы на других людей, в том числе на губернского прокурора В. А. Протопопова и генерал-губернатора К. Ф. Модераха, с которыми он находился в конфликте:99-100. По мнению П. А. Корчагина, последнее выставляло его в невыгодном свете, поскольку генерал-губернатор пользовался поддержкой и уважением в пермском обществе:100. В целом, архивные документы подтверждают легендарный образ Чадина как жадного, жестокого и беспринципного человека:93-100:36-37.
Чадин был женат. Его жена, Евпраксия Ивановна, урождённая Мосолова, умерла в 1799 году в возрасте 33 лет при родах. Согласно книге В. В. Голубцова «Пермский некрополь» (2002), у них было десять детей, из которых восемь, по-видимому, не дожили до взрослых лет:102. Сын Елисея Чадина Апполос (1788—1870) стал военным деятелем, дослужился до генерал-лейтенанта:100. Дочь Евдокия (Авдотья, ум. 1868) была замужем за управителем горных заводов А. Ф. Мейером (1775—1857), тем же самым занимался и их сын Павел (1810—1859):101-102.
Дата смерти Елисея Чадина не известна. Последний раз в архивных документах он упоминается 25 ноября 1815 года, но если принять историю о смерти вскоре после именин за правду, то выходит, что умер он не ранее июля 1816 года:92. В последние годы он жил, по-видимому, в одиночестве, если не считать дворню:102.

### Именины

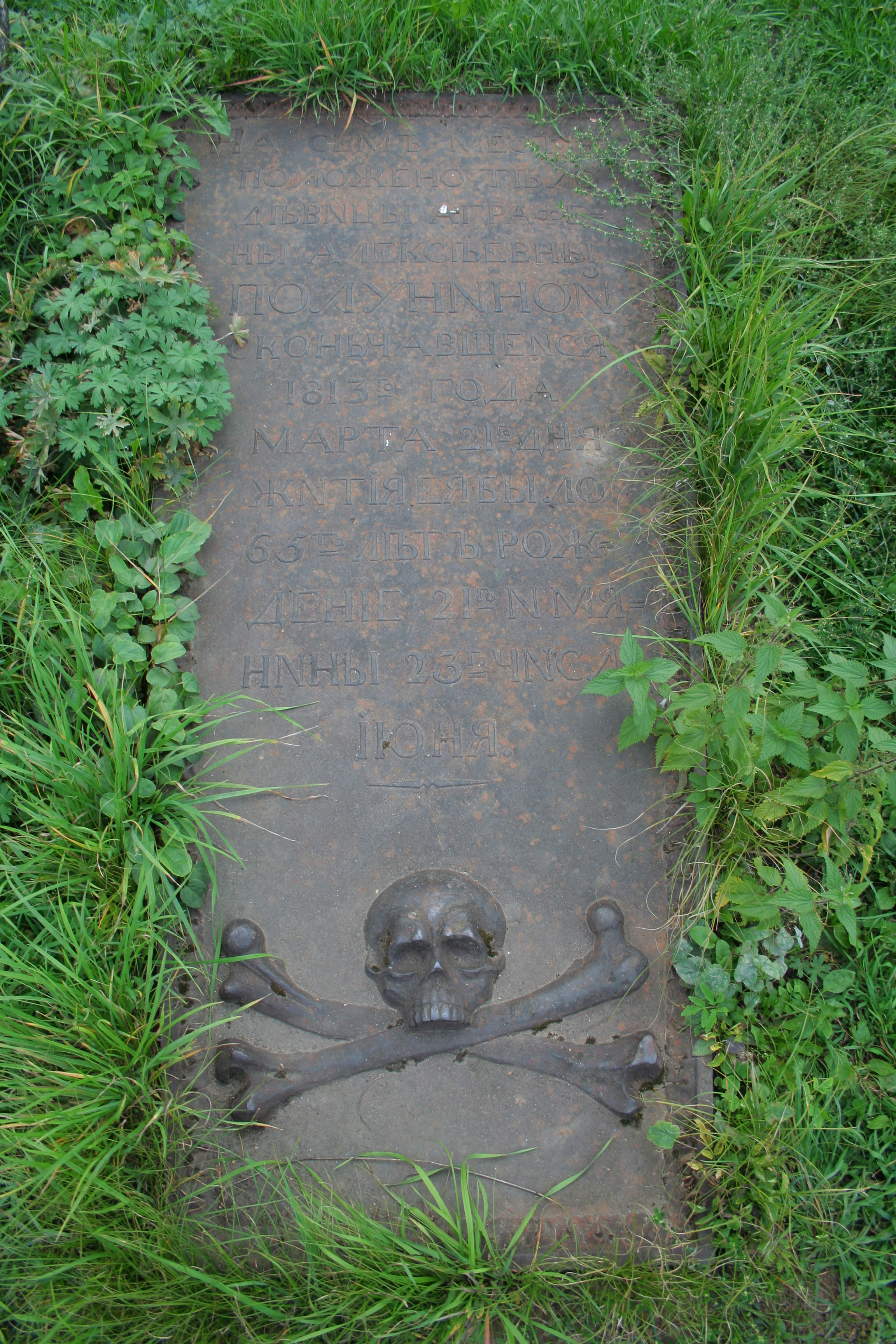
Надгробная плита 1813 года с адамовой головой

В отличие от статьи Д. Д. Смышляева, в рассказах Ф. А. Кудринского и М. А. Осоргина отпечаток на пироге появляется не из-за замысла слуг, а случайно:7-8, причём это не просто отпечаток, а именно изображение адамовой головы, то есть черепа с костями:7-8. П. А. Корчагин, учитывая, что в статье Дмитриева упомянуты рассказы пермских старожилов, описывающие этот же эпизод, считает его имеющим легендарное, а не художественное происхождение:37 и подчёркивает, что при сочетании такого отпечатка с именем именинника, которое обычно писали на пирогах в этот день, пирог должен был выглядеть очень похожим на могильную плиту:101. Считая имеющиеся версии попадания отпечатка на пирог нереалистичными, он предполагает, что чугунная надгробная плита в перевёрнутом виде использовалась в качестве шесточной плиты в русской печи особой пермской конструкции; её часть с изображением адамовой головы, смотрящей в пол, выступала из печи наружу; незаметно вошедший на кухню слуга мог вынуть пирог и приложить его верхом к изображению, убрав затем обратно в печь:102-106. Исходя из обстоятельств (Петров пост), Корчагин также выводит, что речь идёт о закрытом рыбном пироге из сдобного дрожжевого теста:100.
Можно также отметить, что на именинах по хронологическим причинам не могли присутствовать упоминаемые Кудринским и Осоргиным председатель уголовной палаты А. И. Орлов, умерший в 1796 году, и князь-сумасброд М. М. Долгоруков, сосланный в Пермь только в 1832 году:104-105.